# Giải thưởng Điện ảnh Hồng Kông lần thứ 10
Giải thưởng Điện ảnh Hồng Kông lần thứ mười được tổ chức năm 1991 tại Hồng Kông.

## Danh sách các đề cử và giải thưởng
| Phim hay nhất                                    | Phim hay nhất                   | Phim hay nhất |
| Phim                                             | Tên tiếng Anh                   |               |
| ------------------------------------------------ | ------------------------------- | ------------- |
| A Phi chính truyện (阿飛正傳)                    | Days of Being Wild              |               |
| Khách đồ thu hận (客途秋恨)                      | Song of the Exile               |               |
| Tần dũng (秦俑)                                  | The Terracotta Warrior          |               |
| Ái tại biệt hương đích quý tiết (愛在別鄉的季節) | Farewell China                  |               |
| Cổn cổn hồng trần (滾滾紅塵)                     | Red Dust                        |               |
| Đạo diễn xuất sắc nhất                           |                                 |               |
| Đạo diễn                                         | Phim                            |               |
| Vương Gia Vệ                                     | A Phi chính truyện              |               |
| Ngô Vũ Sâm                                       | Điệp huyết nhai đầu             |               |
| Hứa An Hoa                                       | Khách đồ thu hận                |               |
| La Trác Dao                                      | Ái tại biệt hương đích quý tiết |               |
| Nghiêm Hạo                                       | Cổn cổn hồng trần               |               |
| Kịch bản hay nhất                                |                                 |               |
| Biên kịch                                        | Phim                            |               |
| Trần Văn Cường                                   | Miếu nhai hoàng hậu             |               |
| Hồng Tam Mao Nghiêm Hạo                          | Cổn cổn hồng trần               |               |
| Phương Lệnh Chính                                | Ái tại biệt hương đích quý tiết |               |
| Vương Gia Vệ                                     | A Phi chính truyện              |               |
| Ngô Niệm Chân                                    | Khách đồ thu hận                |               |
| Nam diễn viên chính xuất sắc nhất                |                                 |               |
| Diễn viên                                        | Phim                            |               |
| Trương Quốc Vinh                                 | A Phi chính truyện              |               |
| Hứa Quan Văn                                     | Tân bát cân bát lưỡng           |               |
| Chu Tinh Trì                                     | Thánh bài                       |               |
| Lương Gia Huy                                    | Ái tại biệt hương đích quý tiết |               |
| Trương Học Hữu                                   | Điệp huyết nhai đầu             |               |
| Nữ diễn viên chính xuất sắc nhất                 |                                 |               |
| Diễn viên                                        | Phim                            |               |
| Trịnh Du Linh                                    | Biểu tả nãi hảo №!              |               |
| Trương Ngải Gia                                  | Miếu nhai hoàng hậu             |               |
| Trương Mạn Ngọc                                  | Ái tại biệt hương đích quý tiết |               |
| Lưu Gia Linh                                     | A Phi chính truyện              |               |
| Củng Lợi                                         | Tần dũng                        |               |
| Nam diễn viên phụ xuất sắc nhất                  |                                 |               |
| Diễn viên                                        | Phim                            |               |
| Ngô Mạnh Đạt                                     | Thiên nhược hữu tình            |               |
| Ngô Mạnh Đạt                                     | Thánh bài                       |               |
| Trương Học Hữu                                   | Thiện nữ u hồn 2: Nhân gian đạo |               |
| Trương Học Hữu                                   | Tiếu ngạo giang hồ              |               |
| Lưu Tuân                                         | Tiếu ngạo giang hồ              |               |
| Nhĩ Đông Thăng                                   | Xuyên đảo phương tử             |               |
| Nữ diễn viên phụ xuất sắc nhất                   |                                 |               |
| Diễn viên                                        | Phim                            |               |
| Lưu Ngọc Thúy                                    | Miếu nhai hoàng hậu             |               |
| Văn Hi Liên                                      | Ái tại biệt hương đích quý tiết |               |
| Trương Mạn Ngọc                                  | Cổn cổn hồng trần               |               |
| Trịnh Du Linh                                    | Cổ Hoặc đại luật sư             |               |
| Phan Địch Hoa                                    | A Phi chính truyện              |               |
| Diễn viên mới xuất sắc nhất                      |                                 |               |
| Diễn viên                                        | Phim                            |               |
| Lưu Ngọc Thúy                                    | Miếu nhai hoàng hậu             |               |
| Văn Hi Liên                                      | Ái tại biệt hương đích quý tiết |               |
| Ngô Thiến Liên                                   | Thiên nhược hữu tình            |               |